# Национальный орден Заслуг (Гвинея)
Национальный орден Заслуг — высшая государственная награда Гвинеи.

## История
Орден был учреждён после обретения Гвинеей независимости в 1958 году первым президентом Ахмедом Секу Туре.

## Степени
Орденская цепь зарезервирована за Президентом Гвинеи.
Орден имеет пять классов:
- Кавалер Большого креста
- Гранд-офицер
- Командор
- Офицер
- Кавалер

| Орденские планки |        |          |              |                         |
| Кавалер          | Офицер | Командор | Гранд-офицер | Кавалер Большого креста |

## Описание
Знак ордена — золотая пятиконечная звезда зелёной эмали с шариками на концах и сияющими штралами между лучей. В центре звезды круглый медальон с каймой красной эмали. В медальоне рельефное изображение карты Гвинеи. На кайме золотыми буквами надпись: «REPUBLIQUE DE GUINEE» (Республика Гвинея). При помощи переходного звена в виде венка из двух оливковых ветвей, листва которых покрыта зелёной, а плоды — красной эмалями, знак ордена крепится к орденской ленте.
Реверс знака матированный. В центре приподнятый над плоскостью круглый медальон в котором два перекрещенных флага Гвинеи в цветных эмалях. Над флагами по окружности надпись: «ORDRE NATIONALE DU MERITE» (Национальный орден Заслуг).
Орденская лента красного цвета с тонкими зелёными полосками по краям.